# Marie Fikáčková
Marie Fikáčková (ur. 9 września 1936 w Sušicy, zm. 13 kwietnia 1961 w Pradze) – czechosłowacka seryjna morderczyni, która zamordowała 10 noworodków.

## Życiorys
Fikáčková pracowała w szpitalu w Sušicy jako położna. W 1960 roku została aresztowana pod zarzutem zamordowania w tym szpitalu kilku noworodków. W czasie przesłuchania Fikáčková przyznała się do uśmiercenia 10 noworodków od roku 1957. Jak sama twierdziła, biła dzieci po głowie, powodując ich śmierć w przeciągu kilku godzin. Fikáčková była przed aresztowaniem podejrzana w sprawie dwóch morderstw, ale wtedy brakowało dowodów, by ją oficjalnie oskarżyć. Nigdy nie udało się ustalić motywów morderstw. Fikáčková została skazana przez sąd na karę śmierci przez powieszenie. Wyrok wykonano 13 kwietnia 1961 roku w więzieniu Pankrác. 
Szpital, w którym pracowała Fikáčková, długo nie informował władz o tajemniczych zgonach noworodków, przez co Fikáčková zabiła ich tak wiele. Mimo to żadnemu lekarzowi ani nikomu z zarządu szpitala nie postawiono żadnych zarzutów. Przez wiele następnych lat komunistyczne władze Czechosłowacji tuszowały informację o morderstwach noworodków w szpitalu w Sušicy.